# Gail
El Gail (eslovè: Zilja, italià: Zeglia, friülès: la Gail) és el nom d'un riu del sud d'Àustria. És l'afluent per la dreta més gran del Drava. Va d'oest a est travessant el Tirol oriental i la Caríntia occidental, a la vall del Gail, la Gailtal, al nord de la frontera d'Itàlia amb Eslovènia.
Neix als Alps Càrnics, sota el Tilliacher Joch, al Tirol oriental, a Hermagor (eslovè: Šmohor) conflueix el Gössering i a Arnoldstein el Gailitz. Mor al Drava, al sud-est de Villach. El cabal mitjà prop de la confluència amb el Drava és de 45,08 m³/s.
La vall era des de sempre víctima del riu capritxós que sovint negava els prats i pobles riberencs. El 1875 van començar les obres per a regularitzar-lo. Es von construir dics per contenir el riu i conques de retenció per emmagatzemar l'aigua excedentària en cas d'aigua alta. Com a conseqüència de les obres van sorgir problemes nous: el Gail porta molt material fi, sorra i fang que se sedimenta i dificulta el desguàs. Eliminar aquesta fang i sorra és una obra costosa. A més, el riu endigat tenia poca diversitat de biòtops. Al curs mitjà creua la reserva natural Görtschachter Moos-Obermoos, una zona humida valuosa de 1242 hectàrees. Entre 2010 i 2014 s'ha va realitzar un projecte de renaturalització d'un tram d'un 20 km en amont de Villach.